# Григоревський Митрофан Семенович
Митрофан Семенович Григоревський (15 (3) червня 1872, слободі Зибино Грайворонського повіту Курської губернії (нині — село в Борисівському районі Бєлгородської області, РФ — 1933, Київ) — директор Глухівського учительського інституту (нині — Глухівський національний педагогічний університет імені Олександра Довженка) (1909—1913).

## Життєпис
Народився 3 червня 1872 р. у слободі Зибино Грайворонського повіту Курської губернії (нині — село в Борисівському районі Бєлгородської області, РФ) у родині псаломщика.
1918 прийнятий у громадянство Української Держави. Навчався спочатку в Бєлгородському духовному училищі, Курській духовній семінарії (1891—1895), а згодом — у Київській духовній академії.
1 лютого 1896 р. був призначений викладачем цивільної історії, історії російського розколу, викривального богослов'я в Архангельській духовній семінарії, а 1899 р. — наглядачем Архангельського духовного училища. Певний час обіймав посаду діловода «Архангельских епархиальных ведомостей».
21 березня 1903 р. утверджений у званні магістра богослов'я за дисертацію «Учение св. Иоанна Златоуста о браке».
Із 1905 р. працював інспектором, а з 1906 р. — в.о. ректора Київської духовної семінарії.
1907 р. перейшов на службу в Міністерство освіти і був призначений директором Великосорочинської учительської семінарії ім. М. В. Гоголя (с. Великі Сорочинці Миргородського району Полтавської області). На 1908 р. мав чин статського радника.
Із 19 серпня 1909 по 26 березня 1913 — директор Глухівського вчительського інституту. Водночас очолював педагогічну раду Глухівської жіночої гімназії.
У 1912 р. отримав ступінь магістра богослов'я.
Упродовж 1913–1917 років обіймав посаду директора народних училищ Нижньогородської губернії. Із 1 червня по 20 липня 1917 року — виконувач обов'язків директора Нижньогородського реального училища із середнім механіко-технічним училищем.
4 липня 1917 року — призначений директором 3-ї Московської гімназії.
Помер 1933 року в Києві.

## Нагороди
Нагороджений орденами св. Станіслава ІІ ст., св. Анни ІІ ст., св. рівноапостольного Володимира ІV ст., світло-бронзовою медаллю.